# Принц де Тенгри
Принц де Тенгри (фр. prince de Tingry) — французский дворянский титул.

## История
Лесистая местность вокруг городка Тенгри (фр.), в 14 километрах к югу от Булони, соседствующая с территориями Саме, Лакра (фр.) и Аленгена (фр.), частично представляет собой равнину, другая часть — возвышенность, служащая границей Булонской низменности.
В Средние века замок Тенгри, вероятно, построенный графом Эсташем II Булонским, был, согласно местным кутюмам, одной из четырех шателений Булонне, наряду с расположенным в восьми километрах Фьенном (фр.), Лонгвилем и Беллем. Этот городок находился на старой римской дороге из Самаробривы в Гезориак, позднее известной как шоссе Брюнео и разрушенной в ходе строительства королевской дороги Париж — Кале.
Первый известный шателен Тенгри Фарамюс, правнук Эсташа II, вассал Эсташа де Блуа, жил в XII веке и известен богатыми дарами монастырям Сен-Жосс и Саме. Его дочь Сибилла принесла Тенгри в приданое дому Фьеннов. После смерти бездетного коннетабля Франции Робера де Фьенна барония Тенгри перешла к сыну его племянницы Матильды де Шатийон Жану де Люксембургу, графу де Бриенну.
Пьер I де Люксембург, граф де Сен-Поль, в 1405 году передал Тенгри в пожизненное владение своему брату Луи, епископу Теруана, затем ставшему архиепископом Руанским и кардиналом. После подписания Аррасского мира герцог Бургундский, как граф Булони, захватил Тенгри у Луи, оставшегося на стороне англичан. После смерти кардинала владение в 1445 году было возвращено Луи де Люксембургу, графу де Сен-Полю.
В 1475 году владения Луи де Люксембурга, казненного за измену Людовиком XI, были конфискованы и Тенгри передано королем Гидону По, ставшему графом де Сен-Полем. По условиям мирных договоров 1482 и 1493 годов земли Люксембургов подлежали реституции, но Гидон По удерживал их до издания ордонанса Людовика XII 29 мая 1504 года.
Наследницей владений была Мария, дочь старшего сына коннетабля Люксембурга Пьера II, но ее права на шателению Тенгри оспаривал дядя Антуан I де Люксембург, граф де Бриенн. Процесс тянулся до 1550 года, когда Антуану II, опиравшемуся на кутюмы Булонне, удалось подтвердить свои претензии.
В январе 1587 года Генрих III жалованной грамотой, зарегистрированной парламентом 19 сентября того же года, возвел баронию Тенгри в ранг княжества в пользу Франсуа де Люксембурга, герцога де Пине. Его сын Анри де Люксембург передал Тенгри младшей дочери Мари-Льесс, жене герцога де Вантадура. После смерти Мари-Льесс княжество отошло к ее старшей сестре Маргерит-Шарлотте, жене Шарля-Анри де Клермон-Тоннера которой наследовала дочь Мадлен-Шарлотта-Бонна-Тереза де Клермон-Тоннер, вышедшая замуж за Франсуа Анри де Монморанси, герцога де Пине-Люксембурга.
Некоторое время титул принца де Тенгри носил их старший сын Шарль-Франсуа-Фредерик I де Монморанси, затем он перешел к его младшему брату Кристиану-Луи и стал наследственным в его линии.
В 1719 году Андре-Луи-Анри де Ломени, граф де Бриенн, продал половину княжества маршалу Эстре за 600 000 ливров. Другой половиной владели герцоги Ришельё и Монморанси, которым формально принадлежал княжеский титул. 28 мая 1755 парламент постановил продать княжество за 660 500 ливров Генриетте д'Агессо, супруге герцога д'Айена. Их дочь Анжелика-Франсуаза принесла владение Тенгри дому Граммонов.
К юрисдикции княжества Тенгри относились шателения Юкелье (Hucqueliers), барония Эдиньёль (Hesdigneul) и различные фьефы, расположенные в окрестных приходах. Бальи княжества, носившему титул «судьи-лесничего» (juge gruyer), помогали генеральный наместник, фискальный прокурор и шесть феодальных служителей (hommes de fief), представлявших юридическую администрацию. Последним бальи Тенгри 1 октября 1782 был назначен Франсуа-Жозеф-Алексис Легресье де Беллануа.
Княжество было ликвидировано во время революции, упразднившей феодальные порядки, а титул принца де Тенгри прекратил существование в 1878 году со смертью последнего мужского представителя дома Монморанси Анна-Эдуара-Луи-Жозефа, герцога де Бомона.

## Сеньоры де Тенгри

### Булонский дом
- Фарамюс Булонский (ум. ок. 1183/1184)
- Сибилла Булонская (ум. после 1223), дочь предыдущего

### Фьеннский дом
- Ангерран I де Фьенн (ум. 1218), муж предыдущей
- Гийом I де Фьенн (ум. 1235/1244), сын предыдущего
- Ангерран II де Фьенн (до 1203 — после 1268), сын предыдущего
- Жан де Фьенн (ум. ок. 1340), сын предыдущего
- Робер де Фьенн (ок. 1308/1309 — ок. 1384), сын предыдущего

### Дом Люксембург-Линьи
- Жан де Люксембург-Линьи (1370—1397), внучатый племянник предыдущего
- Пьер I де Люксембург-Сен-Поль (1390—1433), сын предыдущего
- Луи де Люксембург (ум. 1443), брат предыдущего
- Луи де Люксембург (1418—1475), племянник предыдущего
- Пьер II де Люксембург-Сен-Поль (1440—1482), сын предыдущего
- Мария де Люксембург (1472—1547)
- Антуан I де Люксембург-Линьи (1450—1519), брат предыдущего
- Шарль I де Люксембург-Линьи (ум. 1530), сын предыдущего
- Антуан II де Люксембург-Линьи (ум. 1557), сын предыдущего
- Франсуа де Люксембург-Линьи (1550—1613), сын предыдущего

## Принцы де Тенгри

### Дом Люксембург-Линьи
- 1587 — 1613 — Франсуа де Люксембург-Линьи (1550—1613)
- 1613 — 1616 — Анри де Люксембург-Линьи (1582/1583—1616), сын предыдущего
- 1616 — 1660 — Мари-Льесс де Люксембург-Линьи (1611—1660), дочь предыдущего
- 1660 — 1680 — Маргарита Шарлотта де Люксембург-Линьи (1607—1680), сестра предыдущей

### Клермон-Тоннеры
- 1680 — 1701 — Мадлен-Шарлотта-Бонна-Тереза де Клермон-Тоннер (1635—1701), дочь предыдущей

### Монморанси
- 1701 — 1711 — Шарль-Франсуа-Фредерик I де Монморанси-Люксембург (1662—1726), сын предыдущей
- 1711 — 1735 — Кристиан-Луи де Монморанси-Люксембург (1676—1746), брат предыдущего
- 1735 — 1787 — Шарль-Франсуа-Кристиан де Монморанси-Люксембург (1713—1787), сын предыдущего
- 1787 — 1821 — Анн-Кристиан де Монморанси-Люксембург (1767—1821), сын предыдущего
- 1821 — 1870 — Анн-Шарль-Морис-Эрве-Рене де Монморанси-Люксембург (1804—1870), сын предыдущего
- 1870 — 1878 — Анн-Эдуар-Луи-Жозеф де Монморанси-Люксембург (1802—1878), брат предыдущего